# Lim Jung-Sook
Lim Jung-Sook (1 de abril de 1974) es una deportista surcoreana que compitió en judo. Ganó una medalla de oro en los Juegos Asiáticos de 1998, y una medalla de bronce en el Campeonato Asiático de Judo de 2001.

## Palmarés internacional
| Juegos Asiáticos    | Juegos Asiáticos      | Juegos Asiáticos  | Juegos Asiáticos |
| Año                 | Lugar                 | Medalla           | Categoría        |
| ------------------- | --------------------- | ----------------- | ---------------- |
| 1998                | Bangkok (Tailandia)   | Medalla de oro    | –70 kg           |
| Campeonato Asiático |                       |                   |                  |
| Año                 | Lugar                 | Medalla           | Categoría        |
| 2001                | Ulán Bator (Mongolia) | Medalla de bronce | –63 kg           |